# Craig Milverton
Craig Charles Milverton (*  20. August 1967 in Bexley (Kent)) ist ein britischer Jazzpianist (und gelegentlich auch -sänger).

## Leben und Wirken
Milverton wuchs in einer musikalischen Familie auf; der Vater und die Brüder sind Pianisten. Er erhielt ab dem Alter von sieben Jahren klassischen Klavierunterricht. Durch die Plattensammlung seines Vaters begann er sich für Jazz zu interessieren. Bereits mit zehn Jahren spielte er öffentlich. Dann arbeitete er in einem Musikaliengeschäft und trat zunächst mit R-&-B-Bands wie den Junkyard Angels international auf, unter anderem als Begleiter von Junior Wells und Buddy Guy. 1989 gehörte er zur Band von Posaunist Roger Mark, dann zur Gruppe von Pete Allen, bevor er drei Jahre lang Terry Lightfoot begleitete.
Seit 1997 war er Mitglied von Digby Fairweathers Half Dozen, mit denen er wiederholt bei Pizza on the Park auftrat (CD 12 Feet off the Ground, 2005 und 2006  Gewinner des British Jazz Award). Mit den Kings of Jazz spielte er 1998 und 1999 auf Kreuzfahrten auf der Oriana; auch gehörte er zur Pizza Express International Band, die in Istanbul konzertierte. 2000 und 2001 war er Mitglied der First Class Sounds (CD Making Tracks). In den Folgejahren leitete er auch eigene Gruppen, meist im Trio- oder Quartettformat, mit denen er mehrere Alben wie ZZ Bop oder Organsolar vorlegte. Zwischen 2002 und 2007 begleitete er George Melly, mit dem er drei Alben einspielte, dann die Sängerin Louise Parker.
Milverton wurde auf internationale Festivals in vielen Ländern Europas und in Nordamerika eingeladen. Weiterhin trat er mit Musikern wie Greg Abate, Kenny Ball, Acker Bilk, Jamie Cullum, Jacqui Dankworth, John Etheridge, Peanuts Hucko, Stacey Kent, Tina May, George Masso, Van Morrison, Ken Peplowski, Carol Sudhalter, Jean Toussaint, Anita Wardell, und Don Weller auf.
Zwischen 2003 und 2007 veranstaltete er das Hayne Barton Jazz Festival.

## Preise und Auszeichnungen
Im Jahr 2003 wurde sein Album It's a Jazz Life „CD des Monats“ in The Observer. 2010 wurde er mit einem British Jazz Award als bester Pianist ausgezeichnet.

## Lexikalische Einträge
- John Chilton: Who's Who of British Jazz Continuum, London 2004; ISBN 0-8264-7234-6 (2. Auflage)